# Тожієв Ельбек Худойназарович
Ельбек Худойназарович Тожієв (рос. Элбек Худойназарович Тожиев; нар. 7 січня 1986, Кенагас, Каракалпакстан, УзРСР) — білоруський борець греко-римського стилю, срібний призер чемпіонату світу чемпіон і бронзовий призер чемпіонатів Європи, учасник Олімпійських ігор.

## Біографія
Боротьбою почав займатися з 1996 року. Виступає за борцівський клуб ЦСКА, Мінськ.

## Спортивні результати на міжнародних змаганнях

### Виступи на Олімпіадах
| Змагання                    | Збірна   | Вагова категорія | Місце |
| --------------------------- | -------- | ---------------- | ----- |
| Літні Олімпійські ігри 2012 | Білорусь | 55 кг            | 16    |

На літніх Олімпійських іграх 2012 року в Лондоні програв у першому ж поєдинку японському борцеві Кохе Хасігава і вибув з подальших змагань.

### Виступи на чемпіонатах Європи
| Змагання                         | Збірна   | Вагова категорія | Місце  |
| -------------------------------- | -------- | ---------------- | ------ |
| Чемпіонат Європи з боротьби 2011 | Білорусь | 55 кг            | Бронза |
| Чемпіонат Європи з боротьби 2012 | Білорусь | 55 кг            | 7      |
| Чемпіонат Європи з боротьби 2013 | Білорусь | 55 кг            | Золото |

### Виступи на чемпіонатах світу
| Змагання                        | Збірна   | Вагова категорія | Місце  |
| ------------------------------- | -------- | ---------------- | ------ |
| Чемпіонат світу з боротьби 2011 | Білорусь | 55 кг            | Срібло |
| Чемпіонат світу з боротьби 2013 | Білорусь | 55 кг            | 17     |

### Виступи на кубках світу
| Змагання                    | Збірна   | Вагова категорія | Місце |
| --------------------------- | -------- | ---------------- | ----- |
| Кубок світу з боротьби 2011 | Білорусь | 55 кг            | 7     |
| Кубок світу з боротьби 2012 | Білорусь | 55 кг            | 7     |
| Кубок світу з боротьби 2013 | Білорусь | 55 кг            | 6     |
| Кубок світу з боротьби 2016 | Білорусь | 59 кг            | 5     |

### Виступи на інших змаганнях
| Змагання                                                  | Збірна   | Вагова категорія | Місце  |
| --------------------------------------------------------- | -------- | ---------------- | ------ |
| Чемпіонат світу з боротьби серед військовослужбовців 2010 | Білорусь | 55 кг            | Бронза |
| Турнір Вехбі Емре 2011                                    | Білорусь | 55 кг            | 5      |
| Кубок Президента Казахстану з боротьби 2011               | Білорусь | 55 кг            | 8      |
| Кубок Владислава Питласинські 2011                        | Білорусь | 55 кг            | Бронза |
| Меморіал Олега Караваєва 2011                             | Білорусь | 55 кг            | Срібло |
| Золотий Гран-прі з боротьби 2012                          | Білорусь | 55 кг            | 18     |
| Кубок Владислава Пітласинські 2012                        | Білорусь | 55 кг            | Бронза |
| Турнір Вехбі Емре 2013                                    | Білорусь | 55 кг            | Срібло |
| Гран-прі Німеччини з боротьби 2013                        | Білорусь | 55 кг            | Золото |
| Кубок Владислава Пітласинські 2013                        | Білорусь | 55 кг            | Бронза |
| Меморіал Олега Караваєва 2013                             | Білорусь | 55 кг            | Срібло |
| Турнір Івана Піддубного 2014                              | Білорусь | 59 кг            | 32     |
| Міжнародний турнір Любомира Івановича-Гедзи 2014          | Білорусь | 59 кг            | 5      |
| Гран-прі Німеччини з боротьби 2014                        | Білорусь | 59 кг            | 5      |
| Кубок Владислава Пітласинські 2014                        | Білорусь | 59 кг            | 11     |
| Меморіал Кристьяна Палусалу 2014                          | Білорусь | 59 кг            | 5      |
| Меморіал Олега Караваєва 2014                             | Білорусь | 59 кг            | Бронза |
| Гран-прі FILA 2015                                        | Білорусь | 59 кг            | 10     |
| Турнір Вехбі Емре 2015                                    | Білорусь | 59 кг            | 28     |
| Кубок Владислава Пітласинські 2015                        | Білорусь | 59 кг            | 30     |
| Меморіал Олега Караваєва 2016                             | Білорусь | команда          | Бронза |